# たたいて弾む スーパースマッシュボール・プラス
『たたいて弾む スーパースマッシュボール・プラス』（FlingSmash）は、2010年11月18日に任天堂から発売されたWii用アクションゲーム。アメリカでは同年11月7日、ヨーロッパでは日本の発売翌日である11月19日に発売。2008年10月2日に開催された「任天堂カンファレンス.2008秋」で公開された。公開当時のタイトルは『スパーンスマッシャー』。Wiiモーションプラス専用ソフトの1つで、Wiiモーションプラスを内蔵したWiiリモコンプラス（ピンク）を同梱している。